# Stephen Obayan Sunday
Stephen Sunday Obayan, més conegut com a Sunny, és un futbolista amb doble nacionalitat espanyola i nigeriana. Nascut el 17 de setembre de 1988 a Lagos (Nigèria) encara que es va nacionalitzar espanyol el febrer de 2007.

## Biografia
Stephen Sunday al seu país natal (Nigèria) ja practicava el futbol en distints equips locals com FC Ebedei i Bebès Jegede, fins que va emprendre un viatge a Europa on suposadament l'esperaria un compatriota agent de futbolistes. Sunny arribà a Paris on es trobà sol i quasi sense notícies d'aquell representant que desaparegué, així doncs, va decidir traslladar-se a Espanya on hi vivien dos amics seus. Una vegada en territori espanyol, ingressa en una selecció nigeriana d'immigrants i comença a destacar als amistosos jugats. En un d'ells, Rodrigo Fernández, del Polideportivo Ejido, en veure'l jugar recomana immediatament la seva contractació pel club. Després de jugar al filial del Poli Ejido puja ràpidament al primer equip on també deixa constància de la seva validesa. Una volta aconseguida la nacionalització fou convocat per la selecció espanyola sub-19, a més de la sub-20, amb la qual disputà el Mundial de Canada en dita categoria.
L'estiu de 2007 firma pel València CF un contracte de 6 temporades, on no dona el rendiment esperat i se'l cedeix a CA Osasuna i Betis. La temporada 2010/2011 no se li va trobar equip, i va estar entrenant apartat a la ciutat esportiva de Paterna fins a gener, quan se'l va cedir al CD Numancia. El 2010 va debutar amb la selecció absoluta de Nigèria.

### Participacions en Copes del Món
| Mundial        | Any  | Lloc   | Resultat   |
| -------------- | ---- | ------ | ---------- |
| Mundial Sub-20 | 2007 | Canadà | ¼ de final |

## Títols de clubs

### Campionats nacionals
| Títol        | Club        | País | Any  |
| ------------ | ----------- | ---- | ---- |
| Copa del Rei | València CF |      | 2008 |